# Plnovýznamové sloveso
Plnovýznamové sloveso je takové sloveso, které samo o sobě vyjadřuje nějakou činnost nebo stav věci. Naprostá většina sloves je plnovýznamových a každý jazyk má plnovýznamová slovesa. Některá pomocná nebo způsobová slovesa mají i význam plnovýznamového slovesa. Příkladem může být sloveso „moct“ / „moci“, které je jak plnovýznamovým slovesem (např. ve větě On za to může.), tak i způsobovým (např. ve větě Můžu to udělat.). V některých jazycích (např. v grónštině) existují jen plnovýznamová slovesa, funkci způsobových a pomocných sloves nahrazují koncovky, případně jiné morfémy.